# RWD-25
RWD-25 – projekt polskiego samolotu myśliwskiego konstrukcji RWD.

## Historia
Jednym z ostatnich projektów jakim zajęło się biuro konstrukcyjne DWL-RWD przed wybuchem wojny, był myśliwiec przechwytujący RWD-25. Samolot RWD-25 był projektowany jako konkurencja dla PZL-45 i PWS-42. Wszystkie trzy wymienione były to tzw. „lekkie samoloty myśliwskie”. Miały one chronić obiekty przemysłowe oraz miasta znajdujące się wewnątrz Polski. RWD podobnie jak PZL i PWS dostały zlecenie na projekty tych samolotów od Dowództwa Lotnictwa po tym, gdy zostały zapewnione dostawy silnika Gnome Rhone 14 M. Zlecenie zostało podpisane przez nowo mianowanego 23 marca 1939 r. dowódcę polskiego lotnictwa generała Józefa Zająca. O ile w konstrukcji PZL-45 postawiono przede wszystkim na zwrotność, a w PWS-42 na prędkość, to RWD-25 miało połączyć w sobie samolot myśliwski i pościgowy, czyli być zwrotnym i stosunkowo szybkim. Do zespołu konstruktorskiego RWD-25 należeli: inż. Jerzy Drzewiecki, inż. Tadeusz Chyliński, Henryk Millicer i inż. Jan Idzikowski. Prace nad tym samolotem były najmniej zaawansowane. Zdołano jedynie zbudować drewniany model przewidziany do badań w tunelu aerodynamicznym. Planowany oblot samolotu miał nastąpić około połowy 1940 roku.

## Konstrukcja
Jednosilnikowy, jednoosobowy dolnopłat myśliwski o podwoziu stałym (w wariancie seryjnym przewidywano zastosowanie podwozia chowanego typu Avia). Płatowiec miał konstrukcje właściwą dla technologii DWL, a więc mieszaną, z kadłubem spawanym z rur stalowych. Kadłub w części przedniej był pokryty blachą, natomiast w części środkowej sklejką, a tylnej płótnem na drewnianych listwach. Silnik – Gnome Rhone 14 M05 Mars o mocy 660/730 KM osłonięty pierścieniem NACA. Śmigło trójpłatowe o dwuskoku.